# 6 Korpus Strzelecki (ZSRR)

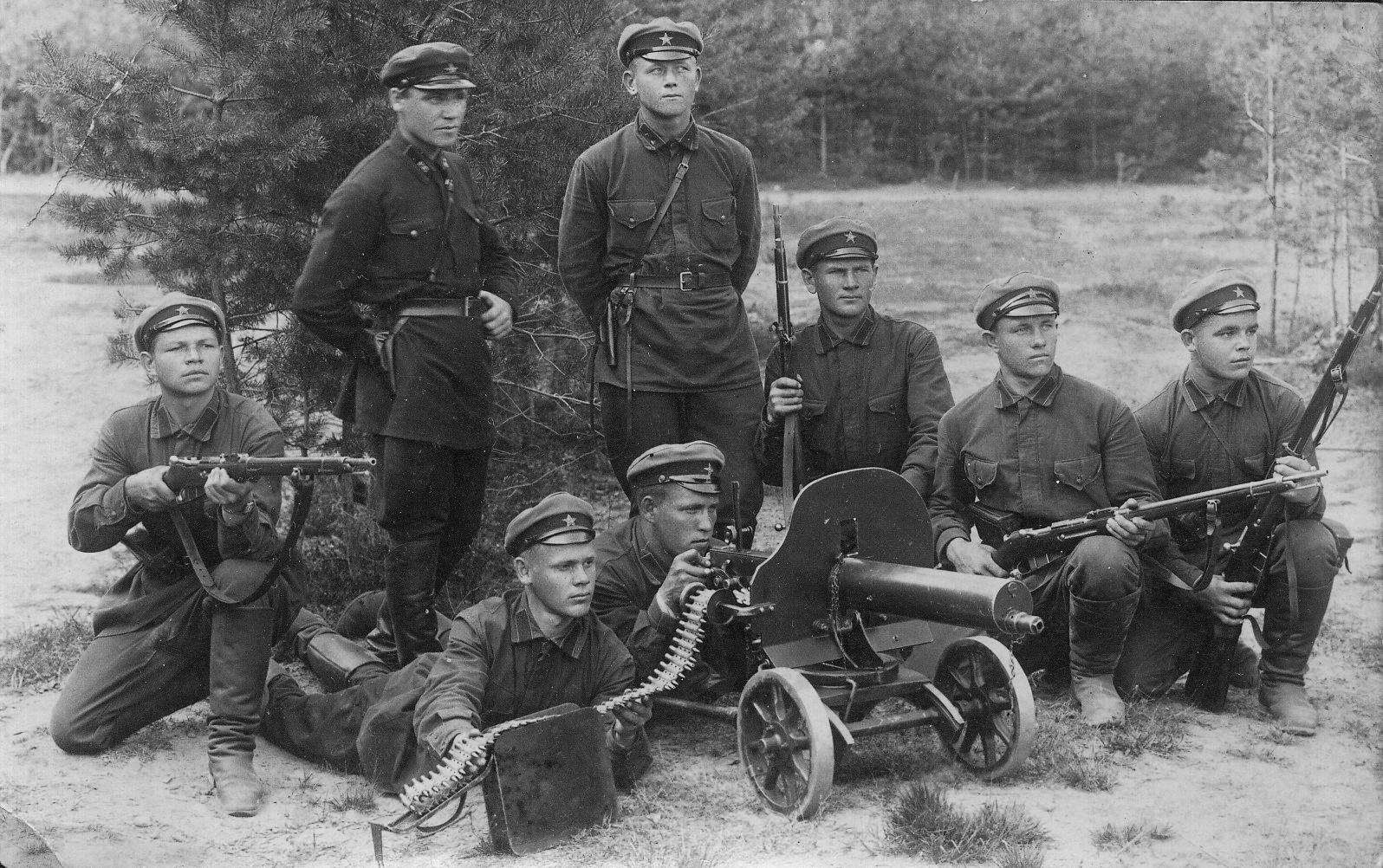
Piechota Armii Czerwonej około 1930 roku.

6 Korpus Strzelecki (ros. 6-й стрелковый корпус)  – wyższy związek taktyczny Armii Czerwonej.

## Formowania i walki
6 Korpus Strzelecki (6 KS) sformowany został w 1922 roku. Jako korpus piechoty wchodził w skład 13 Armii i wraz z wojskami III Rzeszy i Słowacji od 17 września brał udział w ataku na Polskę. Od 22 czerwca 1941 roku prowadził walki obronne, związane z atakiem III Rzeszy na Związek Radziecki. W czasie tych walk wchodził w skład 6 Armii.
Korpus był formowany trzykrotnie. Po II sformowaniu mającym miejsce w 1942 roku został przemianowany na 19 Gwardyjski Korpus Strzelecki. III formowanie miało miejsce w 1943 roku. 6 KS walczył na froncie w rejonie Leningradu z armią fińską, szlak bojowy II wojny światowej zakończył w rejonie Tallina.

## Dowódcy korpusu
- komdiw Siergiej Czestochwałow[1]
- gen. mjr Iwan Aleksiejew[2]
- gen. mjr Anton Łopatin
- gen. mjr Stiepan Powietkin
- gen. mjr Semen Mikulski
- gen. mjr Iwan Romancow[5]

## Struktura organizacyjna
Skład 22 czerwca 1941:
- 41 Dywizja Piechoty, dowódca: gen. mjr Gieorgij Makuszew
- 97 Dywizja Piechoty, dowódca: płk Nikita Zacharow
- 159 Dywizja Piechoty, dowódca: płk Iwan Maszczenko